# Fokker PW-5
Il Fokker PW-5, originariamente indicato come Fokker F.VI, fu un aereo da caccia, monoposto, monomotore e monoplano ad ala alta a parasole, sviluppato dall'azienda aeronautica olandese Fokker nei primi anni venti del XX secolo.
Evoluzione del D.VIII che operò durante la fase finale della prima guerra mondiale, venne proposto al mercato militare statunitense. Prodotto in 12 esemplari, venne utilizzato dal 1922 come aereo da addestramento avanzato dall'United States Army Air Service, l'allora componente aerea dell'esercito.

## Storia del progetto
Nel 1921 lo United States Army, l'esercito statunitense, allo scopo di integrare nuovi caccia nel parco velivoli a disposizione dell'Air Service, la sua componente aerea, decise di avviare una serie di prove di volo per valutare il Fokker D.VIII, monoplano con ala a parasole, e il D.VII biplano, entrambi a disposizione dopo la firma dell'armistizio di Compiègne, a conclusione della prima guerra mondiale, e lo smembramento della flotta aerea dello sconfitto Impero tedesco. Ritenendo più adatto il modello monoplano, lo US Army emise un ordine di fornitura per due esemplari da avviare a prove di valutazione comparativa, le cui specifiche richiedevano fossero basate sul progetto del D.VIII tuttavia equipaggiati con un motore Hispano-Suiza 8 cilindri a V raffreddato a liquido in sostituzione del 9 cilindri rotativo raffreddato ad aria del modello da cui derivava.
Il nuovo modello, indicato dalla Fokker con la designazione F.VI, era caratterizzato dall'abbinamento della fusoliera con struttura metallica in tubi d'acciaio saldati, soluzione tecnica tipica della produzione Fokker, con un piano alare realizzato con struttura lignea ricoperta di fogli in compensato, simile a quelle del D.VIII e del contemporaneo caccia D.X. La parte anteriore della fusoliera era protetta da una corazzatura in placche metalliche, benché né il radiatore di tipo automobilistico, né il serbatoio del combustibile montato sull'ala avessero tale protezione, mentre posteriormente terminava in un impennaggio monoderiva, con piano verticale bilanciato completamente mobile e piani orizzontali situati in posizione avanzata a filo della parte superiore della fusoliera. Il carrello d'atterraggio era un classico e semplice biciclo anteriore fisso, integrato posteriormente da un pattino di appoggio posto sotto la coda.

## Impiego operativo
I primi due esemplari di preproduzione destinati alla valutazione in ambito operativo vennero consegnati nel corso del 1921, ai quali fece seguito un secondo lotto di ulteriori dieci velivoli. Una delle due unità del primo lotto venne persa per incidente, schiantatasi al suolo a causa di una vibrazione che si generò nell'ala causandone il malfunzionamento. Il secondo lotto venne utilizzato dal 1st Pursuit Group, reparto che aveva combattuto in Europa, inquadrato nell'American Expeditionary Forces, durante la Grande Guerra.

## Utilizzatori
Stati Uniti
- United States Army Air Service

### Annotazioni
1. ↑  Alcune fonti riferiscono anche la designazione V.40, tuttavia Weyl afferma che la designazione V.40 si riferisce a un aereo civile leggero, molto più piccolo e di aspetto completamente diverso.

### Fonti
1. 1 2 3  Green e Swanborough 1994, p. 228.
2. 1 2  Dorr e Donald 1990, p. 27.
3. ↑  Weyl 1965, pp. 360-361.
4. ↑  Weyl 1965, pp. 360, 362.